# Мазомбве, Медардо Джозеф
Медардо Джозеф Мазомбве (англ. Medardo Joseph Mazombwe; 24 сентября 1931, Чандамира — 29 августа 2013, Лусака) — первый замбийский кардинал. Епископ Чипаты с 11 ноября 1971 по 30 ноября 1996. Архиепископ Лусаки с 30 ноября 1996 по 28 октября 2006. Кардинал-священник с титулом церкви Санта-Эмеренциана-а-Тор-Фьоренца с 20 ноября 2010.